# 1,3-dioxetandion
1,3-dioxetandion (také 1,3-dioxetan-2,4-dion) je hypotetická heterocyklická sloučenina. Lze jej považovat za dvojitý keton 1,3-dioxetanu nebo za cyklický dimer oxidu uhličitého.
Teoretické výpočty ukazují, že by měl být extrémně nestabilní za pokojové teploty (poločas rozkladu méně než 1,1 μs), avšak stabilní při −196 °C.